# Gone Baby Gone
Gone Baby Gone (en Hispanoamérica: Desapareció una noche; en España: Adiós pequeña, adiós) es una película de suspenso y crimen neo-noir estadounidense de 2007. Se trata de la primera película dirigida por Ben Affleck y protagonizada por su hermano Casey Affleck, con la actuación de Michelle Monaghan, Morgan Freeman y Ed Harris. Está basada en la novela Desapareció una noche de Dennis Lehane.

## Argumento
En un barrio deteriorado de Dorchester, Boston, Amanda McCready (Madeline O'Brien), de tres años, ha sido secuestrada junto con su muñeca favorita, Mirabelle. El investigador privado Patrick Kenzie (Casey Affleck) y su pareja y novia Angie Gennaro (Michelle Monaghan) son testigos de una súplica televisada por el regreso de Amanda de su madre, Helene (Amy Ryan), en medio de un frenesí mediático. La tía de la niña, Bea (Amy Madigan), los contrata para encontrar a Amanda.
Usando sus conexiones en el crimen de Boston, Patrick descubre que Helene y su novio "Skinny Ray" (Sean Malone) eran distribuidores de un narco local haitiano llamado Cheese (Edi Gathegi), y recientemente le habían robado $ 130.000. Después de descubrir que Ray fue asesinado por los hombres de Cheese, Patrick y Angie se unen a los detectives de la policía Remy Bressant (Ed Harris) y Nick Poole (John Ashton) para investigar el caso. Creen que Cheese pudo haber secuestrado a Amanda.
Patrick se reúne con Cheese e intenta negociar la devolución del dinero robado de Cheese a cambio de Amanda, pero Cheese niega cualquier participación en la desaparición de la niña. El capitán de policía Jack Doyle (Morgan Freeman) más tarde lee a Patrick una transcripción telefónica de Cheese llamando a la estación para establecer un intercambio por Amanda. El intercambio en una cantera cercana fracasa después de que surge un tiroteo, donde Cheese muere. Se cree que Amanda cayó en el estanque de la cantera y se ahogó; su muñeca es recuperada del agua y devuelta a Helene. Doyle, cuya propia hija fue asesinada años antes, asume la responsabilidad de la muerte y se jubila anticipadamente luego de la protesta pública por el accidente.
Casi dos meses después, un niño de siete años es secuestrado en Everett y Patrick recibe información de que fue secuestrado por Corwin Earle (Matthew Maher), un conocido abusador de menores. Después de entrar en la casa del sospechoso y encontrar evidencia del niño secuestrado, Patrick regresa con Remy y Nick a altas horas de la noche para rescatarlo. Se produce un tiroteo y Nick es fatalmente herido. Patrick entra en la casa y encuentra el cadáver del niño. Luego, en un ataque de ira, le dispara a Corwin en la parte posterior de la cabeza. Tratando de aliviar la culpa de Patrick, Remy confiesa que una vez plantó evidencia con la ayuda de "Skinny Ray" para delatar a un hombre. Más tarde, Patrick recuerda que Remy le había dicho que no conocía a Ray.
Nick muere de sus heridas. Después de su funeral, Patrick habla con un oficial de policía llamado Devin (Michael Kenneth Williams), que le dice que Remy sabía sobre el dinero robado de Cheese antes de que el propio Cheese supiera que faltaba. También le advierte que sea prudente al meterse con la policía. Patrick interroga a Lionel (Titus Welliver), el esposo de Bea, en un bar y este confiesa que él y Remy habían conspirado para organizar un falso secuestro con el fin de llevarse el dinero de las drogas y enseñarle a Helene una lección, pero todo el plan termina mal y la noche del "intercambio" con Cheese, Amanda cae en el agua y muere ahogada. En ese punto, Remy (tratando de cubrir su error anterior) ingresa al bar con una máscara de látex y sosteniendo una escopeta, organizando un robo para interrumpir la conversación. Patrick se da cuenta de que Remy planea matarlo a él y a Lionel para mantenerlos callados, pero el cantinero le dispara a Remy dos veces en la espalda. Remy huye y es perseguido por Patrick hasta la azotea de un edificio cercano, donde muere a causa de sus heridas.
La policía interroga a Patrick sobre la muerte de Remy y se entera de que la policía nunca tuvo una transcripción telefónica como la que Doyle le había leído antes del intercambio fallido. Patrick ata cabos y se dirige con Angie a la casa de Doyle, donde encuentran a Amanda viva. En ese momento, se revela que Doyle fue parte del secuestro todo el tiempo y ayudó a establecer el intercambio falso para eliminar a Cheese y sacarse de encima a Patrick. Patrick amenaza con llamar a las autoridades, pero Doyle intenta convencerlo de que Amanda está mejor viviendo con él que con su negligente y drogadicta madre.
Patrick se va y discute la elección con Angie; ella cree que Amanda está feliz y segura con Doyle, y asegura que odiará a Patrick si devuelve a la niña con su madre. Patrick decide llamar a la policía para recoger a Amanda, ya que cree que ella pertenece a su madre. Doyle y Lionel son arrestados, Amanda es devuelta a su madre en medio de un circo mediático y Patrick y Angie se separan.
Más tarde, Patrick visita a Amanda cuando Helene está a punto de irse a una cita, aún sin saber quién cuidará a la niña. Él se ofrece como voluntario para cuidarla. Patrick le pregunta a Amanda sobre la muñeca Mirabelle, solo para que Amanda le informe que su muñeca en realidad se llama Annabelle, lo que implica que Helene nunca supo el nombre del juguete favorito de su hija.

## Reparto
- Casey Affleck como Patrick Kenzie.
- Michelle Monaghan como Angie Gennaro.
- Morgan Freeman como Captain Jack Doyle.
- Ed Harris como Detective Sergeant Remy Bressant.
- John Ashton como Detective Nick Poole.
- Amy Ryan como Helene McCready.
- Sean Malone como Skinny Ray Likanski.
- Madeline O'Brien como Amanda McCready.
- Amy Madigan como Beatrice "Bea" McCready.
- Titus Welliver como Lionel McCready.
- Matthew Maher como Corwin Earle.
- Slaine como Bubba Rogowski.
- Edi Gathegi como Cheese.
- Mark Margolis como Leon Trett.
- Michael K. Williams como Devin.
- Jill Quigg como Dottie.
- Raymond Alongi como West Beckett Police Officer.

## Obra original
Basada en la novela Desapareció una noche de 1998 escrita por Dennis Lehane, autor de Mystic River. La novela es la cuarta de una saga protagonizada por los detectives privados Kenzie y Gennaro. En el año 2010, Dennis Lehane publicó la sexta novela de la serie, titulada Moonlight Mile, en la que los detectives protagonistas retoman el caso de Amanda McCready doce años después.

## Producción
La película retrasó su estreno en Gran Bretaña por su supuesta similitud con el caso de la desaparición de Madeleine McCann.

## Recepción
El agregador de reseñas Rotten Tomatoes informa que el 95 % de 182 críticos le dieron a la película reseñas positivas, con una calificación promedio de 7.80/10. El consenso de los críticos del sitio web dice: "Ben Affleck demuestra sus credenciales como director en este apasionante thriller dramático, con buenas actuaciones por parte de un excelente elenco, llevando a la pantalla a la clase trabajadora de Boston". Metacritic asignó a la película una puntuación promedio de 72 sobre de 100, basado en 34 críticos, indicando "críticas generalmente favorables".

## Premios

### Premios Óscar
| Año  | Categoría                          | Persona  | Resultado |
| ---- | ---------------------------------- | -------- | --------- |
| 2008 | Oscar a la mejor actriz de reparto | Amy Ryan | Nominada  |

### Globos de Oro
| Año  | Categoría                                 | Persona  | Resultado |
| ---- | ----------------------------------------- | -------- | --------- |
| 2008 | Globo de Oro a la mejor actriz de reparto | Amy Ryan | Nominada  |